# John Paul Mitchell Systems
John Paul Mitchell Systems, kurz Paul Mitchell, ist ein US-amerikanisches Unternehmen für Haircare mit Sitz in Los Angeles, Kalifornien. Paul Mitchell vertreibt friseurexklusive Haarkosmetik an Friseure weltweit. Um das Versprechen der Friseurtreue zu halten, gab Co-Founder John Paul DeJoria seine Firmenanteile in eine Stiftung, welche die Friseurexklusivität für insgesamt 360 Jahre sichert.

## Unternehmensgeschichte
Das Unternehmen wurde am 31. März 1980 von Paul Mitchell und John Paul DeJoria als Paul Mitchell Systems, Inc. gegründet. Da sie niemanden finden konnten, der sie bei ihrem Vorhaben finanziell unterstützen würde, begannen sie die Vermarktung der Produkte mit einem Startkapital von rund 700 Dollar, die sie sich von DeJorias Mutter geliehen hatten.
Am 9. Mai 1985 änderte das Unternehmen seinen Namen in John Paul Mitchell Systems. Am 21. April 1989 waren bei dem Unternehmen etwa 50 Mitarbeiter beschäftigt.

## Marketing
Die Produkte wurden von Anfang an vorrangig an professionelle Friseure und Eigentümer von Friseursalons (sog. Distributoren) verkauft, statt sie im Einzelhandel anzubieten. Außerdem stellte Paul Mitchell die Artikel auf Haar-Shows vor. Am 21. April 1989 hatte John Paul Mitchell Systems 39 Distributoren in den Vereinigten Staaten und 13 weitere in zwölf anderen Ländern. Diese befanden sich vor allem in exklusiven Regionen; die Auswahl der Händler trafen Freunde von Mitchell und DeJoria. Heute sind es mehr als 25 Distributoren in den Vereinigten Staaten, die die Produkte an 90.000 Salons und Schulen weitergeben; 75 weitere befinden sich im Ausland. Für die Distribution der Produkte in Deutschland und Österreich ist die Wild Beauty AG mit Sitz in Seeheim-Jugenheim (Nähe Darmstadt) verantwortlich.
Des Weiteren entwickelte John Paul Mitchell Systems das Associates Program, um Frisöre im Umgang mit den Produkten von Paul Mitchell und dem Frisieren weiterzubilden. Am 21. April 1989 hatte John Paul Mitchell Systems 700 Partner.

## Produkte
Die Produkte von John Paul Mitchell Systems wurden erstmals im Jahr 1980 auf der West Coast Beauty Supply Spring Style Show zur Schau gestellt. Die von Paul Mitchell vorgestellten Artikel brachten Einnahmen von etwa 10.000 Dollar. Zu dieser Zeit umfasste das Sortiment die Produkte Shampoo One, Shampoo Two, The Conditioner und Hair Sculpting Lotion. Ende der 1980er-Jahre wurden Shampoos wie Shampoo One, Shampoo Two, Awapuhi Shampoo und Tea Tree Special Shampoo sowie Haarspülungen wie The Conditioner, SuperCharged Conditioner, Hair Repair Treatment, Hair Sculpting Lotion, The Spray und Fast Drying Sculpting Spray verkauft.